# Irene Simonsen
Irene Simonsen (født 30. december 1958 i Hvorslev Sogn) er tidligere folketingsmedlem, valgt for Venstre i Vejle Amtskreds fra 20. november 2001 til 13. november 2007.
Irene Simonsen er datter af smed Bernt Thøgersen og damefrisør Betty Thøgersen.
10 kl. + teknisk forberedelseseksamen på Ulstrup Centralskole i 1974. 1-årig handelseksamen fra Silkeborg Handelsskole i 1975. Højere Handelseksamen i regnskab og driftsøkonomi fra Horsens Handelsskole i 1980. Master i NLP ledelse og formidling fra Silkeborg NLP-institut i 1998
1979-83 selvstændig tankforpagter. 1983-85 dagplejemor. 1985-86 regnskabsmedarbejder hos Siim Jensen plast i Hornsyld. 1986-89 salgsassistent hos Jysk Telefon A/S, Horsens. 1989-90 sælger hos Telepunkt Horsens A/S. 1991-93 selvstændig virksomhed med speciale i salg & markedsføring. 1994-97 underviser på Tørring Uddannelses Center. 1997-98 leder af vejledningscenter Perronen i Vejle. 1995-99 drevet selvstændig virksomhed Cortex i Hornsyld ved siden af lønmodtagerjob. Fra 1999 fuldtidsbeskæftiget i egen virksomhed Cortex, der nu har 7 ansatte og drives videre ved siden af hvervet som folketingsmedlem.
Formand i Hornsyld-Bjerre Venstrevælgerforening. Medlem af bestyrelsen i Dansk Røde Kors, Juelsminde afd. Initiativtager og formand for bestyrelsen af Borgergruppen for integration af flygtninge i Juelsminde Kommune. Formand for Venstres amtudvalg for finans- og skattepolitik.
Medlem af bestyrelsen for Dansk Røde Kors' asyludvalg.
Partiets kandidat i Horsenskredsen siden 1999.

## Ekstern kilde/henvisning
- Irene Simonsen på Folketingets hjemmeside   Dato: 25. juli 2003.